# Vilarinho (Santo Tirso)
Vilarinho é uma cidade portuguesa, sede da Freguesia de Vilarinho, do Município de Santo Tirso, freguesia com 5,70 km² de área e 27849 habitantes (censo de 2021). A sua densidade populacional é assim de 4 885,8 hab./km².
A cidade de Vilarinho localiza-se no Vale do Ave, no extremo este do Município de Santo Tirso.
É limitada a norte pelo rio Vizela, tendo na margem oposta o Município de Guimarães, a este o Município de Vizela, a sul o Município de Lousada e a oeste a Freguesia de Vila Nova do Campo.
Vilarinho situa-se na encosta da margem esquerda do rio Vizela e carateriza-se por um tipo de povoamento disperso ao logo da rede viária, por uma ocupação rural do território e por uma significativa atividade industrial, na sua maior parte concentrada junto ao rio no limite nordeste com acesso pela Via Intermunicipal.
Este território possui ainda áreas agrícolas ao longo do vale do afluente do Vizela e povoamento florestal nas zonas mais elevadas da encosta.
Como pontos de interesse patrimonial, cultural e paisagístico destacam-se a Igreja românica de S. Miguel, classificada como Imóvel de Interesse Público, e algumas antigas quintas agrícolas. 
A povoação de Vilarinho foi elevada à categoria de cidade em 12 de junho de 2009.

## Demografia
| Distribuição da População por Grupos Etários | Distribuição da População por Grupos Etários | Distribuição da População por Grupos Etários | Distribuição da População por Grupos Etários | Distribuição da População por Grupos Etários |
| -------------------------------------------- | -------------------------------------------- | -------------------------------------------- | -------------------------------------------- | -------------------------------------------- |
| Ano                                          | 0-14 Anos                                    | 15-24 Anos                                   | 25-64 Anos                                   | > 65 Anos                                    |
| 2001                                         | 917                                          | 606                                          | 2183                                         | 330                                          |
| 2011                                         | 627                                          | 548                                          | 2161                                         | 452                                          |
| 2021                                         | 426                                          | 465                                          | 2047                                         | 649                                          |

## Património
- Mosteiro de São Miguel de Vilarinho
- Igreja de São Miguel de Vilarinho
- Capela de Nossa Senhora das Dores, que se encontra no lugar da Paradela, foi construída entre 1776 e 1777
- Capela de Nossa Senhora da Livração
- Capela de S.Pedro que se encontra no monte de S.Pedro

## Coletividades
- AKV - Associação de Karaté de Vilarinho
- Agrupamento 245 de Vilarinho - CNE -
- Associação dos Antigos Escuteiros de Vilarinho
- Centro Social e Paroquial de Vilarinho
- Conferência de S. Vicente de Paulo
- Futebol Clube de Vilarinho - O melhor do mundo
- Grupo Columbófilo de Vilarinho
- Grupo de Jovens Sementes de S. Miguel
- Movimento Ecológico Baden Powell
- Fábrica de Tecidos Vilarinho
- Combitur-Sociedade de Construções, Ldª
- Endutex-Revestimentos Têxteis, Ldª
- Vizelpas-Plásticos,Ldª
- Jogam os melhores jogadores do mundo